# Sclerophrys kisoloensis
Sclerophrys kisoloensis és una espècie de gripau de la família dels bufònids. Va ser descrit per Arthur Loveridge (1891-1980) el 1932.
Va ser reclassificat el 2006 en el gènere Amietophrynus i finalment el 2016 va ser classificat en el gènere del Sclerophrys.

## Habitat
Ees troba en boscos muntanys madurs i no alterats a elevacions de 1.500 a 3.000 m sobre el nivell del ma. Cria en basses i rierols lents. És una espècie molt rara en el seu territori natural .

## Distribució
Viu a la República Democràtica del Congo, Kenya, Malawi, Ruanda, Tanzània, Uganda, Zàmbia i possiblement a Burundi. El seu hàbitat inclou montans secs, rius i aiguamoll. Es troba en risc mínim, malgrat que perd habitats per l'expansió de l'agricultura i la desforestació.